# William Stanley Jevons
William Stanley Jevons (Liverpool, 1835. szeptember 1. – Bexhill mellett 1882. augusztus 13.) angol polgári közgazdász, filozófus. Carl Menger és Léon Walras mellett a határhaszon-elmélet egyik megalkotója. Élesen bírálta a klasszikus polgári közgazdászok, különösen David Ricardo nézeteit. Híressé vált tollából a pénz funkcióinak meghatározása, amit 1919-re versikében is összefoglaltak a könnyebb taníthatóság érdekében.
Az árak és az érték alakulását a szükségletekből igyekezett levezetni, mivel az érték végső okának a hasznosságot tartotta. Szerinte a közgazdaságtannak a javak mennyiségi viszonyait kell kutatnia, ezért szükségszerű a matematikai módszerek alkalmazása, melynek révén kidolgozta a csere matematikai gazdaságtanát. Ezért őt tarthatjuk az elsőnek, aki a differenciál-számítás alapján dolgozta ki a határhaszon-elmélet matematikai változatát. Walrassal együtt őt tartják a matematikai iskola kezdeményezőjének. Tőle származik az árhomogenitás tétele, mely szerint tökéletes verseny esetén egy adott jószág minden egységének ugyanakkora az ára. Statisztikai módszerekkel kereste a konjunktúra ciklusok és a gazdasági válságok okát, amit a napfolt-tevékenységnek a mezőgazdasági termelésre gyakorolt hatásában vélt felfedezni. Statisztikusi kutatásának eredménye egy árindex-képlet kidolgozása. Filozófusként is ismert.

## Életrajza
Liverpoolban született 1835. szeptember 1-jén. Apja Thomas Jevons volt, aki erős tudományos érdeklőssel bírt, jogi és közgazdasági témákról írt, egyébként vaskereskedőként kereste a kenyerét. Anyját, Mary Ann Jevonsnak hívták, aki William Roscoe lánya volt.  Jevons 15 éves korában lett az University College School tanulója Londonban. Már ekkor feltűnik magabiztosságával, mert hiszi, hogy gondolkodóként nagy teljesítményekre lesz képes. Ez több volt, mint a kamaszkor kritikus periódusa, mert saját magában meglévő hite a meghatározó tényező volt később is a magatartásában.  Két évet tölt a University College-ben, ahol a kémia és a botanika volt a kedvenc tantárgya.  Az 1853. év vége felé Ausztráliába utazik, mivel apja vállalata csődbe ment, és ezért tanulmányait meg kellett szakítania.  1854-től Ausztráliában  a sydney-i pénzverő hivatalban mint vegyész (aranyvizsgáló) működött, innen 1859-ben  tért vissza Európába, s Londonban folytatott egyetemi tanulmányokat. 1866-ban már a manchesteri Owens College-ben a politikai gazdaságtan és egyben a logika, a mentális és erkölcsfilozófia tanára lett, s innen 1881-ben  vonult vissza súlyos betegsége miatt. W. Petty után ő volt az első közgazdász, akit 1877-ben a Királyi Társaság tagjává választottak.  1867-ben feleségül vette a Manchester Guardian című újság alapítójának és tulajdonosának, John Edward Taylornak a lányát, Harriet Ann Taylort.
Egész életében odaadással és szorgalommal követte az eszményeit, melyeket maga elé tűzött. Folyóiratcikkei és más írásai hűen tükrözik jellemének nemes egyszerűségét, és szándékának határozott becsületességét. Termékeny író volt, aki halálakor az első helyet foglalta el az Egyesült Királyságban úgy is, mint logikai gondolkodó és úgy is, mint közgazdász.  Alfred Marshall mondta Jevons közgazdasági munkáiról, hogy több újító erő van bennük valószínűleg, mint az összes többiben, melyek az utóbbi száz évben születtek, kivéve Ricardo gondolatait. Halála idején is közgazdasági művek írásával volt elfoglalva, amelyek szintén olyan fontosnak ígérkeztek, mint amiket korábban már megírt. Nehéz lenne eltúlozni a veszteséget, amit a logika és a politikai gazdaságtan szenvedett el az esemény által, ami Jevons életét oly rövidre szabta.
Jevons unitárius keresztény hitben nevelkedett, ami írásaiból is kitűnik, s melyhez haláláig hű maradt. Még nem volt 47 éves, amikor 1882-ben Hastings mellett egy véletlen során a tengerbe fulladt fürdőzés közben.  Hampsteadban temették el.

## Közgazdasági nézetei

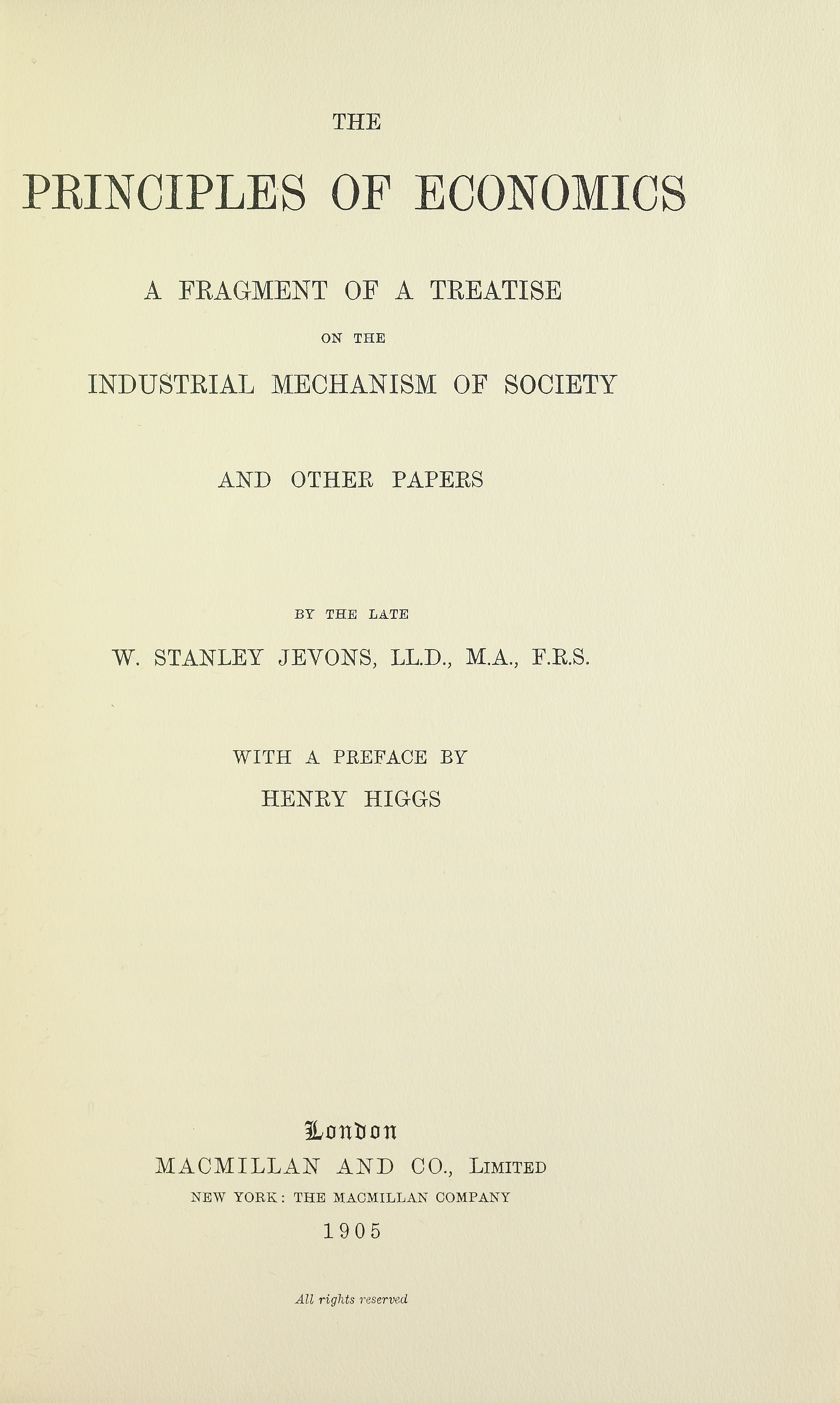
Principles of economics, 1905

Jevons az 1870-es években az osztrák Mengerrel és a svájci Walrassal egyidejűleg, de tőlük függetlenül rakta le a modern polgári közgazdaságtan alapjait és helyezkedett a határhaszon elmélet vagy más néven a szubjektív értékelmélet talajára, ami nála is a csökkenő élvezet elvén nyugszik. (Gossen I. törvénye) A három gondolkodónál azonos megállapításokat a szubjektív értékelmélet szócikk tartalmazza, ezért itt Jevonsnak a többiektől eltérő nézeteit mutatjuk be
Alapvető közgazdasági művét, a „The Theory of Political Economy”-t 1871-ben adta ki. Ebben mint Bentham utilitarizmusának híve, kifejti, hogy „az élvezet és a szenvedés vitán felül a közgazdasági kalkuláció végső tárgyai … a közgazdaságtan problémája az élvezet maximálása.”  A megállapítás Bentham azon nézetén alapszik, mely szerint az emberi cselekvés egyetlen indítéka minél kisebb szenvedéssel a lehető legnagyobb élvezetet elérni.  Jevons szerint ezért a politikai gazdaságtannak a hasznosság feltételeinek pontos vizsgálatán kell nyugodnia. Emiatt előbb a javak fogyasztásának elméletét kell kidolgozni. A hasznosság különböző személyek közötti összemérését azonban határozottan elutasította.
A Jevons által alkotott modellben, melyben az áralakulást, az egyensúlyi csereérték kialakulását igyekezett megmagyarázni, két közösség cseréli ki a termékeit, nevezetesen gabonát és marhahúst.  A termelést a csere során eleve kikapcsolja és csak a meglévő, adott nagyságú készletek cseréjét elemzi. További adottságnak tekinti mindkét közösségnél a gabona és a marhahús hasznossági függvényét. Ezen feltételek mellett szerinte a határelemzés révén az előnykiegyenlítődés elve alapján az egyensúlyi cserearány meghatározható. A modell további adottsága, hogy a csere mindvégig változatlan cserearány mellett megy végbe.  Jevons mindezt matematikai egyenletekkel és a koordináta rendszerben való ábrázolással próbálta meg bizonyítani.
Jevons szerint a fenti feltételek mellett a felek mindaddig hajlandóak a csere egymást követő aktusait folytatni, amíg az általuk átadott termék hasznossága az eladó számára kisebb, mind az érte kapott termék hasznossága. Az utolsó csere vagy ahogy Jevons nevezi a csere határa az, amikor az átadott termék hasznossága – a feláldozott előny – megegyezik a kapott termék hasznosságával – a nyert előnnyel. 
A fentiekből kitűnik, hogy Jevonsnál mindegyik eladónak „saját kereslete” is van a terméke iránt, hiszen abból csak a csere határáig ad át terméket. Bírálói szerint ezt feltételezni egy tőkés gazdaságban abszurd, hisz a tőkés termelő fogyasztása a saját termékéből minimális vagy nincs.
Jevons modelljének további hiányosságára Wicksell mutatott rá, aki szerint egyáltalán nem szükségszerű, hogy mindkét termék határhasznának aránya, amelynek gazdasági egyensúlyban mindkét félnél fenn kell állnia, megegyezzen azzal az aránnyal, amelyben a kicserélt teljes jószágmennyiségek egymással állnak. Az egyensúlyi cserearány nagysága ugyanis függ az indulásnál feltételezett cserearánytól. Ha azonban az indulásnál feltételezett cserearány nem volt egyensúlyi cserearány, akkor az egyik fél számára a kicserélt gabona és hús mennyisége már előbb egyensúlyba kerülhet, mint a másik félnél. Így a Jevons-féle modellben felállított egyenletekben az egyensúlyi cserearány meghatározatlan, melynek oka – ahogy Marshall észrevételezte  – az, hogy mindkét áru határhasznát változónak kell tekinteni.
Jevons, mint az a fentiekből is már kiderült, bírálta a munkaérték-elméletet. A munkát szubjektív felfogásban szenvedésnek, áldozatnak tekintette. Szerinte a munka sohasem lehet az áru értékének oka, mivel a már kifejtett munka egyszer s mindenkorra elveszett; a dolgok értékét jövendő hasznosságukra tekintettel mindig újonnan állapítjuk meg. De azt még ő is elismeri, hogy a munka mégiscsak az érték legfontosabb meghatározója, mert tőle függ a kínálat nagysága, tehát a fogyasztás céljából rendelkezésre álló javak mennyisége. Ezen oksági láncolatot így fejezte ki: „A termelési költségek határozzák meg a kínálatot; A kínálat határozza meg a hasznosság végső fokát; A hasznosság végső foka határozza meg az értéket.”

## A Jevons-paradoxon
William Stanley Jevons  A szénkérdés (The Coal Question) című híres könyvében írta le az ökológiai közgazdaságtan talán legismertebb paradoxonát, amelyet azóta Jevons-paradoxonként tartanak számon. Jevons azt figyelte meg, hogy noha az ipari szénfelhasználás egyre hatékonyabbá vált – ezáltal egységnyi szénmennyiségből több termék előállítása vált lehetővé –, az abszolút szénfelhasználás mégis növekedett. Legalább két, egymást potenciálisan kiegészítő magyarázat létezik erre a paradoxonra. (1) A klasszikus gazdaságtan szerint a hatékonyabb szénfelhasználás az egységnyi termékre jutó szén költségét csökkenti. Az árcsökkenés miatt a termelők szemében a szén egyre kívánatosabb energiaforrássá válik, így szenet hasznosító technológiákba fektetnek. (2) A politikai gazdaságtan szerint a profit a kapitalista termelés hajtóereje, s ez egyrészt arra készteti a termelőket, hogy a költségeket az egységnyi kibocsátásra jutó erőforrás-felhasználás csökkentésével (azaz hatékonyságnöveléssel) faragják le, másrészt pedig hogy a bevétel növelése érdekében több jószágot és szolgáltatást állítsanak elő, szükségessé téve ezzel az erőforrás fogyasztásának növekedését. A paradoxon politikai gazdaságtani magyarázata szerint a hatékonyság és a fogyasztás abszolút nagysága között elsősorban egy harmadik tényező, a kapitalista profittörekvés teremt kapcsolatot, amely mindkettőt hajtja. A magyarázat ugyanakkor rámutat egy lehetséges közvetlen kapcsolatra is, miszerint a hatékonyságnövelésből származó profit befektethető a termelés növelése érdekében. A klasszikus közgazdaságtan a hatékonyság és a fogyasztás abszolút nagysága közötti oksági kapcsolatot az egységnyi kibocsátásra jutó szén költségével magyarázza. Természetesen a két folyamat ki is egészítheti egymást, és működhetnek egyszerre, vagy történelmi pillanatonként egymást váltogathatják, továbbá egyéb folyamatok is közrejátszhatnak.

## Legismertebb művei
- Theory of Political Economy  (1871)
- A Serious Fall in the Value of Gold  (1863)
- The Coal Question  (1865)
- Money and the Mechanism of Exchange (1875)
- Primer on Political Economy (1878)
- The State in Relation to Labour (1882)
- Methods of Social Reform and Investigations in Currency and Finance